# Kuzawka
Kuzawka is een plaats in het Poolse district  Włodawski, woiwodschap Lublin. De plaats maakt deel uit van de gemeente Hanna en telt 380 inwoners.